# Burg Eynatten
Die Burg Eynatten ist eine abgegangene Burg in der Ortschaft Eynatten, die heute auf dem Gebiet der Deutschsprachigen Gemeinschaft Belgiens liegt. Sie gehörte anfänglich der Familie von Eynatten, die sie im 14. Jahrhundert an den Brabanter Herzog Johann III. gab. Nachdem die Burgherren in einen neuen Wohnsitz umgezogen waren, wurde die Burg aufgegeben und verfiel allmählich. Heute ist nichts mehr von ihr übrig.

## Geschichte
Das Gebiet des heutigen Eynattens gehörte im Mittelalter einer gleichnamigen Familie, die ihren Sitz auf der Burg Eynatten hatte und mit Heldricus de Einatten im Jahr 1213 erstmals urkundlich erwähnt wurde. 1248 fand dann deren Burganlage zum ersten Mal eine schriftliche Erwähnung. Im Gegensatz zu den umliegenden Ländereien war sie Allodialbesitz der Burgherren und unterstand nicht dem Aachener Marienstift.
1333 gehörte die Burg Matillon (Mathias) von Eynatten. Er war Generaleinnehmer des Brabanter Herzogs Johann III. für das Herzogtum Limburg und andere brabantische Besitzungen östlich der Maas. Am 22. Juli 1333 trug er Burg Eynatten Johann III. zu Lehen auf, sodass es diesem fortan als Offenhaus zur Verfügung stand.
Später war die Burg im Besitz des Diepolt von Eynatten. Seine Söhne Peter und Johann teilten den Familienbesitz im 14. Jahrhundert untereinander auf. Die Burg Eynatten kam dabei an Peter, war aber zu jener Zeit wohl baufällig oder stark reparaturbedürftig. Er ließ deshalb das in unmittelbarer Nähe gelegene Vlattenhaus zu einer befestigten Anlage ausbauen und zu seinem neuen Wohnsitz umgestalten. Zuvor war es vermutlich ein der Burg vorgelagerter Gutshof gewesen.
Die alte Burg, auch Altes Haus Eynatten genannt, wurde von ihren Besitzern aufgegeben und verfiel zu einer Ruine. Zu Beginn des 19. Jahrhunderts waren nur noch so wenige Reste von ihr übrig, dass ihr Standort gegenüber dem Vlattenhaus westlich der Eynattener Kirche St. Johannes der Täufer kaum noch auszumachen war. Heute ist sie vollständig verschwunden. Wie die Anlage einst ausgesehen hat, ist nicht überliefert.